# Metal Edge Magazine
Metal Edge er et månedligt heavy metal magasin, som første gang blev udgivet i 1986. Udgives af Zenbu Media. 